# Confédération générale du travail luxembourgeoise
La Confédération Générale du Travail Luxembourgeoise (CGT-L) est une organisation syndicale luxembourgeoise. Elle est adhérente à la Confédération syndicale internationale et à la Confédération européenne des syndicats.
La CGT-L est une structure faîtière réunissant l'OGBL (Confédération syndicale indépendante du Luxembourg) et la FNCTTFEL (Fédération nationale des cheminots, travailleurs du transport, fonctionnaires et employés luxembourgeois). En tant que telle, son action est principalement supranationale, 
elle participe aux consultations officielles nationales mais ne dispose pas de membres dans les comités d'entreprise, ne signe pas de conventions collectives et ne participe pas aux élections sociales.
Dans le cadre des activités européennes, la CGT-L et la LCGB (Fédération des syndicats chrétiens luxembourgeois) ont créé un Secrétariat européen commun (SECEC) destiné à représenter les syndicats représentatifs luxembourgeois.